# 3 Monocerotis
3 Monocerotis (kurz 3 Mon) ist ein dem bloßen Auge sehr schwach erscheinender Doppelstern im Sternbild Einhorn. Seine scheinbare Helligkeit beträgt 4,95m, und er ist nach Parallaxen-Messungen der Raumsonde Gaia etwa 935 Lichtjahre von der Erde entfernt. Die Hauptkomponente 3 Mon A ist ein bläulich schimmernder Riesenstern der Spektralklasse B5 III. Der 7,96m helle Begleiter 3 Mon B stand im Jahr 2016 von der Erde aus gesehen in einem Winkelabstand von 2,0 Bogensekunden von seinem Hauptstern. Aus der von Gaia ermittelten Parallaxe des Begleiters von 3,3363 Millibogensekunden ergibt sich dessen Entfernung zu circa 978 Lichtjahre, sodass es unter Berücksichtigung des Messfehlers sehr wahrscheinlich ist, dass 3 Mon A und 3 Mon B einen tatsächlichen, d. h. gravitativ gebundenen Doppelstern bilden.

## Trivia
Der Eintrag NGC 2142 im New General Catalogue steht mit diesem Stern in Zusammenhang. Bei einer Beobachtung vom 6. Januar 1831 wähnte John Herschel, einen schwachen Nebel um diesen zu beobachten.